# Yigoga flavina
Yigoga flavina là một loài bướm đêm trong họ Noctuidae.